# Liszkojady
Liszkojady, gąsieniczniki (Campephagidae) – rodzina ptaków z podrzędu śpiewających (Oscines) w obrębie rzędu wróblowych (Passeriformes), obejmująca około stu gatunków.

## Zasięg występowania
Rodzina obejmuje gatunki występujące w strefie tropikalnej i subtropikalnej Afryki (wraz z Madagaskarem), Azji, Australazji i wysp zachodniego Pacyfiku, oraz we wschodniej Azji (na północ po południowo-wschodnią Syberię i Japonię).

## Charakterystyka
Są to małe lub średniej wielkości ptaki o smukłej budowie ciała. Ubarwione są zazwyczaj szaro z elementami bieli i czerni, jednakże niektóre gatunki zachowują barwne upierzenie, szczególnie te z rodzaju Pericrocotus.
Są to przeważnie ptaki leśne, zamieszkujące zarówno zwarte puszcze, jak i rozczłonkowane tereny leśne. Jedynie kilkanaście gatunków australijskich zamieszkuje tereny otwarte.
Ich głównym pokarmem są owady, a w szczególności larwy motyli – gąsienice. 

## Podział systematyczny
Do rodziny zaliczane są następujące podrodziny:
- Pericrocotinae Sundevall, 1872 – purpurki
- Campephaginae Vigors, 1825 – liszkojady